# 三角园蛛
三角园蛛（学名：Araneus dehaani）为园蛛科园蛛属的动物。分布于台湾岛以及中国大陆的湖南、广东、海南、广西、香港、四川、云南印度至巴布亚新几内亚等地。